# Antezumia chalybea
Antezumia chalybea är en stekelart som först beskrevs av Henri Saussure 1854.  Antezumia chalybea ingår i släktet Antezumia och familjen Eumenidae. Inga underarter finns listade i Catalogue of Life.